# Канатларовский, Драги
Драги Канатларовский (макед. Драги Канатларовски; род. 8 ноября 1960, Битола) — югославский и северомакедонский футболист, полузащитник, северомакедонский футбольный тренер. Выступал за сборные Югославии и Республики Македонии.

## Биография
Полным именем спортсмена является «Драги». Из-за того, что это имя обычно считается краткой формой от имени Драган, многие источники ошибочно именуют его Драганом. Также известен под прозвищем Цапар.
Воспитанник клуба «Пелистер» из своего родного города. В 1982 году со своим клубом поднялся из третьего дивизиона Югославии во второй и провёл там три сезона. С 1985 года в течение четырёх сезонов играл в высшем дивизионе Югославии за «Вардар». В 1989 году перешёл в «Црвену Звезду», с которой в сезоне 1989/90 стал чемпионом и обладателем Кубка Югославии.
В 1990 году перешёл в испанский клуб «Депортиво Ла-Корунья», в сезоне 1990/91 клуб занял второе место в Сегунде и вышел в высший дивизион, а в сезоне 1991/92 смог сохранить прописку в элите через плей-офф, а также стал полуфиналистом Кубка Испании. В конце карьеры играл за клубы чемпионата Республики Македония «Пелистер» и «Победа» и турецкую «Каршияку».
Единственный матч за сборную Югославии провёл 28 марта 1990 года против Польши (0:0). После распада Югославии стал выступать за сборную Республики Македония. Участник первого в истории официального матча сборной республики, 13 октября 1993 года против Словении (4:1), в этой игре забил один из голов своей команды. Всего за сборную Республики Македонии в 1993—1995 годах сыграл 9 матчей и забил 2 гола.
В 1994 году начал тренерскую карьеру в качестве играющего тренера клуба «Победа» (Прилеп). Затем тренировал ряд других македонских клубов. В сентябре 1999 года впервые возглавил национальную сборную Республики Македонии и тренировал её до апреля 2001 года. В июне 2003 года снова назначен главным тренером сборной, но выступление команды в отборе к ЧМ-2006 было неудачным, македонцы уступили даже Андорре, и в феврале 2005 года тренер был уволен.
С 2008 года работал с зарубежными клубами в Болгарии и странах бывшей Югославии.